# Еріх Шнайдер
Еріх Шнайдер (нім. Erich Schneider; 12 серпня 1894, Біденкопф — 3 жовтня 1980, Вісбаден) — німецький інженер і воєначальник, генерал-лейтенант вермахту. Кавалер Лицарського хреста Залізного хреста з дубовим листям.

## Біографія
Учасник Першої світової війни. Після демобілізації армії залишений у рейхсвері. Закінчив Вище технічне училище в Штутгарті. Потім служив в Управлінні озброєння сухопутних військ, начальник відділу. З 20 червня 1940 року — командир 103-го артилерійського полку. Учасник німецько-радянської війни. 12 березня 1942 року знову очолив відділ Управління озброєнь. З 24 листопада 1942 року — командир 4-ї танкової дивізії. Учасник Курської битви. 1 червня 1943 року знову повернувся в Управління озброєнь. З 28 грудня 1944 року — командир 14-ї піхотної дивізії. Учасник боїв у Східній Пруссії і Гайлігенбайльському котлі. 20 березня 1945 року відсторонений від командування за невиконання наказів фюрера і заарештований гестапо. В травні 1945 року звільнений з тюрми американськими військами і взятий в полон. 1 серпня 1947 року звільнений. Брав активну участь розробці зброї та оборонних технологій.

## Звання
- Фанен-юнкер (7 серпня 1914)
- Фенріх (лютий 1915)
- Лейтенант (14 липня 1915) — 1 лютого 1917 року одержав новий патент від 19 грудня 1913 року.
- Обер-лейтенант (1 вересня 1923)
- Гауптман (1 квітня 1928)
- Майор (1 листопада 1934)
- Оберст-лейтенант (1 серпня 1937)
- Оберст (1 січня 1940)
- Генерал-майор (21 січня 1943)
- Генерал-лейтенант (1 липня 1943)

## Нагороди
- Залізний хрест
  - 2-го класу (22 вересня 1915)
  - 1-го класу (26 жовтня 1916)
- Почесний хрест ветерана війни з мечами
- Медаль «За вислугу років у Вермахті» 4-го, 3-го, 2-го і 1-го класу (25 років)
- Застібка до Залізного хреста
  - 2-го класу (24 червня 1941)
  - 1-го класу (16 липня 1941)
- Нагрудний знак «За участь у загальних штурмових атаках» в сріблі
- Медаль «За зимову кампанію на Сході 1941/42»
- Лицарський хрест Залізного хреста з дубовим листям
  - лицарський хрест (5 травня 1943)
  - дубове листя (№768; 6 березня 1945)
- Орден «За заслуги перед Федеративною Республікою Німеччина», командорський хрест (12 листопада 1971) — за заслуги в сфері військової техніки.